# Peter Koch (Jurist)

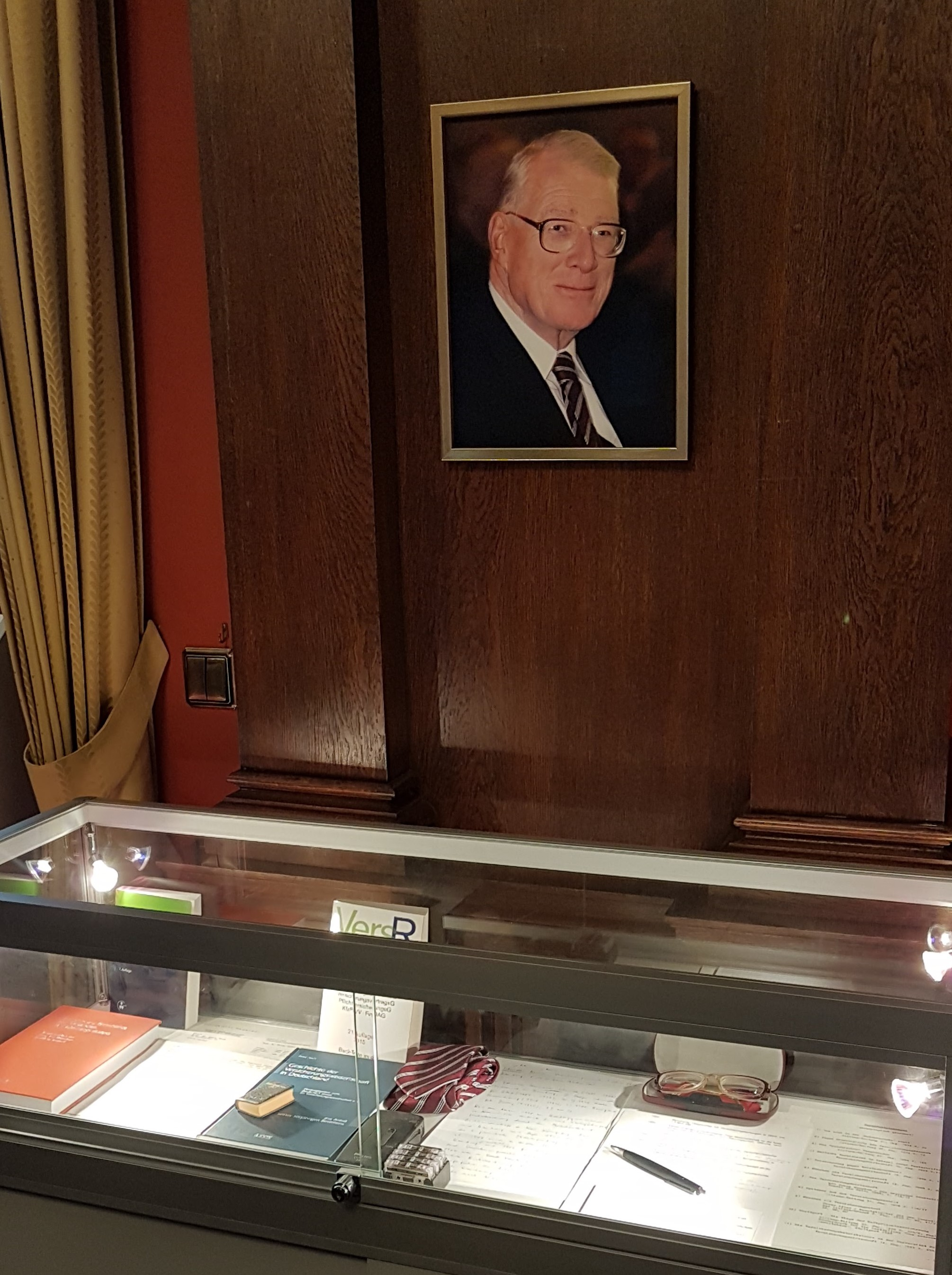
Erinnerungen an Peter Koch im Deutschen Versicherungsmuseum Ernst Wilhelm Arnoldi in Gotha

Anton Johannes Hans-Peter Koch (* 13. März 1935 in Erfurt; † 13. August 2015 in Aachen) war ein deutscher Jurist, Versicherungswissenschaftler und Wirtschaftshistoriker. An der RWTH Aachen lehrte er Bürgerliches und Wirtschaftsrecht sowie Versicherungslehre. Als Unternehmensleiter war er zuletzt Vorsitzender des Vorstands der Aachener Rückversicherungsgesellschaft AG.

## Leben und Wirken
Peter Koch wurde am 13. März 1935 als einziger Sohn von Karl Hugo Kurt Koch und seiner Ehefrau Bertha Linna Elise, geb. Petersen, in Erfurt geboren. Hugo Koch, der Zeit seines Lebens für die Thuringia Versicherungs-AG tätig war, zuletzt als Prokurist, folgte mit seiner Familie der Thuringia-Hauptverwaltung, die nach dem Zweiten Weltkrieg zunächst nach Hannoversch Münden und schließlich nach München verlegt wurde. In Hannoversch Münden besuchte Peter Koch einige Jahre lang das heutige Grotefend-Gymnasium. 1953 legte er sein Abitur am humanistischen Wilhelmsgymnasium in München ab.
Von 1953 bis 1957 studierte Koch an der Ludwig-Maximilians-Universität München Rechts- und Staatswissenschaften und absolvierte beide juristische Staatsprüfungen. Bei Wolfgang Kunkel wurde er 1960 mit einer Dissertation über ein privatrechtliches Thema promoviert. Vom ersten Semester an war Koch als Direktionsassistent der Allianz Versicherungs-AG für deren Vorstandsmitglied Heinz Leo Müller-Lutz tätig, Professor für Versicherungsbetriebslehre an der Universität München und Pionier der elektronischen Datenverarbeitung im Versicherungswesen.
1961 wurde Peter Koch Gerichtsassessor und später Staatsanwalt am Landgericht Nürnberg-Fürth. Zugleich wirkte er als wissenschaftlicher Assistent bei Hermann Eichler am Seminar für Wirtschaftsrecht und im Institut für Versicherungswissenschaft der Friedrich-Alexander-Universität Erlangen-Nürnberg. 1969 lehrte Koch in Hamburg am Lehrstuhl von Reimer Schmidt. Als Vorstandsvorsitzender der Aachener und Münchener Feuer-Versicherungs-Gesellschaft rief Schmidt Peter Koch noch im selben Jahr in die Dienste der AachenMünchener Versicherungsgruppe. 1970 übernahm Koch an der RWTH Aachen einen Lehrauftrag für Bürgerliches und Wirtschaftsrecht sowie Versicherungslehre und wurde 1979 zum Honorarprofessor ernannt.
Bei der AachenMünchener wirkte Koch zunächst als Prokurist und Abteilungsdirektor, später als Vorstandsmitglied der Central Krankenversicherung AG in Köln und schließlich als Vorsitzender des Vorstands der Aachener Rückversicherungs-Gesellschaft AG, der von David Hansemann gegründeten ältesten Rückversicherungsgesellschaft der Welt. Unter Kochs Leitung erwarb dieses Unternehmen das traditionsreiche Schloss Rahe in Aachen-Laurensberg. Unter Rettung des historischen Baubestandes, den er nach alten Plänen restaurieren ließ, insbesondere die Stuckaturen des Tessiner Meisters Petrus Nicolaas Gagini, schuf Koch einen funktional allen Ansprüchen dieses international operierenden Rückversicherers genügenden Hauptsitz.
Am 15. Januar 1962 heiratete Peter Koch in München seine Ehefrau Luise Johanna, geb. Köllner, die er in der Generaldirektion der Allianz kennengelernt hatte. Das Paar hat drei Söhne (Johann Wolfgang, Michael Alexander, Markus Joachim), die in Nürnberg geboren wurden.
Im Alter von 80 Jahren starb Peter Koch am 13. August 2015 in Aachen. Koch verkörperte den Typus eines Wissenschaftlers, Praktikers und Lehrers, wie es ihn in dieser Kombination und Bedeutung heute wohl kaum noch gibt.

## Wissenschaftlicher Fokus
Kochs Schriftenverzeichnis umfasst weit über 700 Einträge. Es wird über den Internet-Auftritt des Deutschen Versicherungsmuseums Ernst Wilhelm Arnoldi der allgemeinen Nutzung erschlossen. In diesem Museum befindet sich seit Juli 2020 auch Kochs versicherungswissenschaftlicher Nachlass, der als „Archiv Peter Koch“ zu Forschungszwecken zugänglich ist. An der Gründung dieses in seiner Art einzigartigen wirtschaftshistorischen Museums im Jahr 1998 sowie seiner Neukonzeption und Wiedereröffnung am 18. Mai 2009 nahm Koch prägenden Anteil.

### Versicherungsgeschichte
Besonders umfassend ist Koch als Autor versicherungshistorischer Darstellungen hervorgetreten. Seine „Geschichte der Versicherungswirtschaft in Deutschland“ und „Geschichte der Versicherungswissenschaft in Deutschland“ gelten als Standardwerke der Wirtschaftsgeschichtsschreibung. Neben einer Fülle von Aufsätzen zu versicherungsgeschichtlichen Einzelthemen entstanden zahlreiche unternehmenshistorische Darstellungen, meist als Festschriften anlässlich von Jubiläen. Hervorzuheben ist der mit einer Fülle reproduzierter Dokumente ausgestattete Bildband „Bilder zur Versicherungsgeschichte“, den Koch zum 125-jährigen Bestehen der Aachener Rückversicherungs-Gesellschaft vorlegte. Seine erste versicherungsgeschichtliche Arbeit „München als Versicherungsstadt“ erschien bereits 1959. Angesichts der Verstrickungen führender Versicherungsvorstände in das Dritte Reich sparte Koch die dunklen Seiten des deutschen Versicherungswesens in seinen Publikationen nicht aus.

### Versicherungslehre
Peter Kochs Monographie „Versicherungswirtschaft: Ein einführender Überblick“ erfuhr von 1985 bis 2013 sieben Auflagen. Durch sein Lehrwerk „Individualversicherung“ für das Berufsbildungswerk der Deutschen Versicherungswirtschaft, 1992–2002 in fünf Auflagen erschienen, aber auch seine „Allgemeine Versicherungslehre“ und „Versicherungsbetriebslehre“, von 1967 bis 1988 neunmal aufgelegt, prägte Koch die Ausbildung ganzer Generationen von Versicherungsbetriebswirten. Die von Koch umfassend eingeleitete Textausgabe der wichtigsten Vorschriften zum Privatversicherungsrecht erschien von 1995 bis 2015 in 21 Auflagen. 1994 legte er das „Gabler Versicherungslexikon“ vor. Neben diesen beispielhaft genannten Werken entstand eine Fülle von Einzelpublikationen zu speziellen Fragen des Versicherungsrechts und der Versicherungslehre. Durch seine Buchbesprechungen sowie Tagungs- und Vortragsberichte, Würdigungen und Nachrufe wurde Koch zum Chronisten der Versicherungsbranche.

### Versicherung und Kultur
Der Bogen, der sich von Kochs erster Veröffentlichung über den Versicherungsgedanken in Thomas Manns Buddenbrooks (1954) zu seinem letzten Aufsatz über Bismarcks Bezug zur Versicherung spannt, wenige Wochen vor seinem Tod erschienen, zeigt die geistesgeschichtliche Einbettung des rechts- und versicherungswissenschaftlichen Wirkens Peter Kochs. Seine literarischen, musikalischen und künstlerischen Interessen zeigen sich in Kochs Suche nach Spuren des Versicherungsgedankens bei Henrik Ibsen, Carl Spitzweg, Thomas Mann, W. A. Mozart, B. Traven, Engelbert Humperdinck, Arnold Schönberg, Franz Kafka, George Orwell, Arthur Schopenhauer, Gottfried Keller, Hans Fallada, Erich Kästner, Wolfgang Hildesheimer, Günter Grass u. a. Häufig zitiert wird in diesem Zusammenhang Kochs Aufsatz „Der geistesgeschichtliche Hintergrund der Versicherungswirtschaft“. Das Wirken Johann Wolfgang von Goethes besaß für Kochs Denken und charakterliche Haltung nicht nur wegen Goethes Förderung des Versicherungsgedankens prägende Bedeutung. Einer seiner Söhne widmete ihm ein Sachbuch über den Weimarer Klassiker.
Im Sinne seiner universell orientierten Interessen legte Koch 2006 auf Bitten des damaligen Bayerischen Staatsministers Günther Beckstein eine umfassende Geschichte des Bayerischen Staatsministeriums des Inneren vor, die deutschlandweit breite Beachtung fand.

## Ehrungen
Am 7. Juli 2020 übergab Luise Koch den versicherungswissenschaftlichen Nachlass ihres Mannes im Namen der Familie dem Förderverein des Deutschen Versicherungsmuseums Ernst Wilhelm Arnoldi, der diesen Bestand geschlossen als „Archiv Peter Koch“ in seiner Bibliothek führt. Es besteht aus Kochs vollständiger Festschriftensammlung deutscher Versicherungsunternehmen und des deutschsprachigen Auslands, seiner Fachbibliothek zur Versicherungsgeschichte einschließlich seiner eigenen Werke sowie seinem persönlichen versicherungshistorischen Archiv in Form einer umfangreichen Materialsammlung.
Bereits im Jahr zuvor hatte Kochs ältester Sohn in einem Festvortrag am Deutschen Versicherungsmuseum das versicherungswissenschaftliche Wirken seines Vaters aus der Perspektive der Informatik gewürdigt. Peter Koch hatte insbesondere die Digitalisierung des Versicherungswesens aus der Sicht des Versicherungsrechts, der Versicherungslehre und der Versicherungsgeschichte gedanklich grundgelegt. Bei dieser Gelegenheit überließ er im Namen der Familie dem Museum Erinnerungsstücke, die seitdem dort an Peter Koch erinnern.